# Guido Chiesa
Guido Chiesa (Torino, 18 novembre 1959) è un regista, sceneggiatore e critico musicale italiano.

## Biografia
Nel 1983 dopo aver terminato gli studi universitari, si trasferisce negli Stati Uniti, dove lavora nei film di Jim Jarmusch, Amos Poe, Nicolas Roeg e Michael Cimino. Negli stessi anni realizza alcuni cortometraggi, come Black Harvest e Give Me a Spell, pubblica libri di cinema e musica, scrive articoli per testate di settore ed è stato corrispondente da New York per la trasmissione Stereodrome su Rai Radio 2.
Nel 1991 presenta al Festival di Venezia Il caso Martello, che vince la Grolla d'oro a Saint-Vincent come miglior film d'esordio della stagione. 
Nel 1994 presenta a Locarno Babylon: la paura è la migliore amica dell'uomo, che vince il premio FIPRESCI al Torino Film Festival dello stesso anno e partecipa ad altri 17 festival internazionali. 
Nel 1999 il documentario Non mi basta mai, in co-regia con Daniele Vicari, si aggiudica il premio Cipputi al Torino Film Festival.
Al Festival di Venezia del 2000, presenta Il partigiano Johnny, che vince il premio Ragazzi e cinema e il premio della giuria al Festival di Stoccarda dello stesso anno. 
Nel 2002 il documentario Alice è in paradiso vince il Festival dei Popoli di Firenze. 
Torna nuovamente al Festival di Venezia con Lavorare con lentezza - Radio Alice 100.6 MHz che, grazie agli attori protagonisti (Tommaso Ramenghi e Marco Luisi), vince il premio Marcello Mastroianni. Soggetto e sceneggiatura di questo film sono il frutto di una collaborazione con il collettivo di scrittori Wu Ming.
Nel 2007 il documentario Le pere di Adamo partecipa al Festival Internazionale del Film di Roma.
Nel 2008 realizza la prima miniserie TV prodotta da Sky Italia, Quo vadis, baby?. 
Nel 2010 partecipa in concorso al Festival Internazionale del Film di Roma con Io sono con te, ideato e scritto da Nicoletta Micheli, incentrato sulla figura di Maria di Nazareth e l'infanzia di Gesù e prodotto da Colorado Film, Magda Film e Rai Cinema.
Per la UTET esce nel 2011 il volume Manuale di regia cinematografica, un testo pratico, ma non un manuale in senso stretto, scritto nell'ottica di fornire un'introduzione alla professione della regia cinematografica per studenti e appassionati. Per questo manuale la Rivista del Cinematografo gli assegna il premio Diego Fabbri per il miglior saggio sul cinema.
Nel 2015 esce Belli di papà, con Diego Abatantuono, Matilde Gioli, Andrea Pisani, Francesco Di Raimondo, prodotto da Colorado Film e distribuito da Medusa Film: il film è uno dei successi italiani della stagione.
Il 30 marzo 2017 è nelle sale Classe Z, con Andrea Pisani, Greta Menchi, Antonio Catania e Alessandro Preziosi, prodotto da Maurizio Totti e Alessandro Usai per Colorado Film in collaborazione con Medusa Film e il portale Scuola Zoo.
È sposato con Nicoletta Micheli, con cui ha scritto, insieme a Giovanni Bognetti, il film Ti presento Sofia in uscita nell'autunno 2018, prodotto da Colorado Film e distribuito da Medusa Film, con Micaela Ramazzotti, Fabio De Luigi, Andrea Pisani e Caterina Sbaraglia.

## Filmografia

### Regista
- Il caso Martello (1991)
- Babylon: la paura è la migliore amica dell'uomo (1994)
- Materiale resistente, co-regia con Davide Ferrario – documentario (1995)
- 25 aprile: la memoria inquieta – documentario (1995)
- Rane, culatelli e lucciole. La pianura di Bertolucci – documentario (1996)
- Partigiani – documentario collettivo (1997)
- Volare – documentario (1998)
- Una questione privata. Vita di Beppe Fenoglio – documentario (1998)
- Per Nuto, co-regia con Luca Gasparini, montaggio di interviste di Nuto Revelli – documentario (1999)
- Non mi basta mai, co-regia con Daniele Vicari – documentario (1999)
- Il partigiano Johnny (2000)
- Provini per un massacro (2000)
- Un altro mondo è possibile – documentario collettivo (2001)
- Il contratto – documentario (2002)
- Alice è in paradiso – documentario (2002)
- Sono stati loro - 48 ore a Novi Ligure – documentario (2003)
- Lavorare con lentezza (2004)
- Le pere di Adamo – documentario (2007)
- La nostra chiesa, co-regia con Enzo Mercuri – documentario etnografico (2007)
- Quo vadis, baby? – miniserie TV (2008)
- Io sono con te (2010)
- Belli di papà (2015)
- Classe Z (2017)
- Ti presento Sofia (2018)
- Cambio tutto! (2020)
- Una notte da dottore (2021)
- 30 notti con il mio ex (2025)
- Per amore di una donna (2025)

### Sceneggiatore
- Il caso Martello, regia di Guido Chiesa (1992)
- Babylon: la paura è la migliore amica dell'uomo (1994)
- Non mi basta mai (1999)
- Il partigiano Johnny, regia di Guido Chiesa (2000)
- Lavorare con lentezza, regia di Guido Chiesa (2004)
- Le Pere di Adamo (2007)
- Io sono con te, regia di Guido Chiesa (2010)
- Fuga di cervelli, regia di Paolo Ruffini (2013)
- Tutto molto bello, regia di Paolo Ruffini (2014)
- Belli di papà, regia di Guido Chiesa (2015)
- Classe Z, regia di Guido Chiesa (2017)
- No kids (2018)
- Cambio tutto!, regia di Guido Chiesa (2020)

## Video musicali
Chiesa ha realizzato inoltre videoclip per diversi gruppi musicali, elencati qui di seguito:
- Assalti Frontali - Gocce di sole (1992)
- Afterhours - Gioia e rivoluzione (2004)
- C.S.I. - Guardali negli occhi (1995)
- Mambassa - Umore blu neon (1997), Otto giorni (1999)
- Marlene Kuntz - Merry X-Mas (1994), Lieve (1994), Hanno crocifisso Giovanni[3] (1995), Come stavamo ieri (1996), Festa mesta[4] (1997)
- Mau Mau - Resistenza, marzo '95 (2001)
- Perturbazione - Se mi scrivi (2005)
- Üstmamò - Siamo i ribelli della montagna[3] (1995)
- Yo Yo Mundi - Qualcosa (1996)

## Pubblicazioni
- 2011 - Manuale di regia cinematografica, UTET
- 1987 - con Alberto Campo, Rockin'USA. La musica americana dal punk ai giorni nostri, Arcana editore
- 1985 - La new wave: l'ultimo cinema newyorkese, A.I.A.C.E.